# Грант Гастін
Томас Грант Гастін (англ. Thomas Grant Gustin, нар. 14 січня 1990) — американський актор і співак. Відомий за ролями Баррі Аллена/Флеша мережі CW в т/с Флеш та Себастьяна Сміта в т/с Хор.

## Біографія
Гастін народився в Норфолку, штат Вірджинія. Він син доктора Тіни Гейні, доктора практики медичних сестер, і Тома Гастіна. Під час його шкільних років Грант вчився в губернаторській школі за програмою мистецтв у Норфолку, штат Вірджинія. У 2008 р. закінчив старшу школу Гранбі.
8 листопада 2011 р. дебютував у телесеріалі Хор як Себастьян Смайт.
Гастін почав зніматися у Кошмарі матері, оригінальний фільм для мережі Lifetime, наприкінці травня 2012-го. 11 липня 2012-го було оголошено, що Гастін отримав головну роль в незалежному фільмі Злиття.
13 вересня 2013 р. оголошено, що Гастін буде грати Баррі Аллена у другому сезоні т/с Стріла. Спочатку передбачалося, що він з'явиться в трьох епізодах. Одначе проєкт отримав спін-офф у вигляді Флеша. Прем'єра відбулася 7 жовтня 2014 р. з 4,8 млн глядачів, найбільша прем'єра на CW протягом останніх п'яти років. 11 січня 2015 р. шоу було продовжено на другий сезон.

## Приватне життя
Він переважно англійського походження, з німецьким і ірландським родоводом. Його дід по батьківській лінії і прадід народилися в Канаді, але багато з сімейних ліній Гранта були в Сполучених Штатах з 1600-х років.
У січні 2016 року Гастін почав зустрічатися з Андреа "LA" Тома після того, як вони познайомилися на званій вечері. Вони оголосили про заручини 29 квітня 2017 року і одружилися 15 грудня 2018 року. У пари двоє дітей: донька яка народилася у 2021 році та син який народився у 2024 році.

## Фільмографія
| Рік       |    | Українська назва            | Оригінальна назва                           | Роль                     |
| --------- | -- | --------------------------- | ------------------------------------------- | ------------------------ |
| 2003      | кф | Дитячий фітнес у джунглях   | Kid Fitness Jungle Adventure Exercise Video | Учасник тренування       |
| 2004      | ф  | Дощ                         | Rain                                        | Логан                    |
| 2006      | с  | Наслання                    | A Haunting                                  | Томас                    |
| 2011—2013 | с  | Хор                         | Glee                                        | Себатіян Сміт            |
| 2012      | с  | C.S.I.: Місце злочину Маямі | CSI: Miami                                  | Скотт Феріс/Трент Бартон |
| 2012      | тф | Кошмар матері               | A Mother's Nightmare                        | Кріс Стюарт              |
| 2013      | с  | 90210: Нове покоління       | 90210                                       | Кемпбелл Прайс           |
| 2013—2020 | с  | Стріла                      | Arrow                                       | Баррі Аллен/Флеш         |
| 2014      | ф  | Грип                        | Affluenza                                   | Тодд Гудмен              |
| 2014—2023 | с  | Флеш                        | The Flash                                   | Баррі Аллен/Флеш         |
| 2016—2019 | с  | Супердівчина                | Supergirl                                   | Баррі Аллен/Флеш         |
| 2016—2020 | с  | Легенди завтрашнього дня    | Legends of Tomorrow                         | Баррі Аллен/Флеш         |
| 2017      | ф  | Кристал                     | Krystal                                     | Кемпбелл Огберн          |
| 2018      | кф | Том і Грант                 | Tom and Grant                               | Грант                    |
| 2019      | с  | Бетвумен                    | Batwoman                                    | Баррі Аллен/Флеш         |
| 2022      | ф  | Порятунок Рубі              | Rescued by Ruby                             | Ден                      |
| 2023      | с  | Титани                      | Titans                                      | Баррі Аллен/Флеш         |
| 2023      | ф  | Щеняча любов                | Puppy Love                                  | Макс                     |
|           | ф  | Операція блакитні очі       | Operation Blue Eyes                         | Баррі Кінан              |

## Цікаві факти
- Його зріст — 1,80 см (за його словами 188, але це давно розвіяли)
- У Гранта є чотири татуювання. «Love Above All Else» (Любов понад усе) на правому передпліччі. «Superman … I love him» (Супермен … Я люблю його) на лівій передпліччя, написана почерком його мами. Обриси штату Вірджинія із зірочкою в тому місці, де на карті розташований Норфолк, а також код регіону 757. Зроблена в честь того місця, де Грант народився. Напис «GOLD» (Золото) на лівому надпліччі.
- Грант любить кішок, але у нього на них алергія.